# Longqiao, Fuling
Longqiao (kinesiska: 龙桥) är ett stadsdelsdistrikt i sydvästra Kina. Det ligger i stadsdistriktet Fuling i storstadsområdet Chongqing, omkring 72 kilometer öster om det centrala stadsdistriktet Yuzhong.